# Gran Premio de Alemania de Motociclismo de 2003
El Gran Premio de Alemania de Motociclismo de 2003 fue la novena prueba del Campeonato del Mundo de Motociclismo de 2003. Tuvo lugar en el fin de semana del 25 al 27 de julio de 2003 en Sachsenring, situado en Hohenstein-Ernstthal, Sajonia, Alemania. La carrera de MotoGP fue ganada por Sete Gibernau, seguido de Valentino Rossi y Troy Bayliss. Roberto Rolfo ganó la prueba de 250cc, por delante de Fonsi Nieto y Randy de Puniet. La carrera de 125cc fue ganada por Stefano Perugini, Casey Stoner fue segundo y Alex de Angelis tercero.

## Resultados MotoGP
| Pos | Piloto            | Constructor | Tiempo/Retirado | Parrilla | Puntos |
| --- | ----------------- | ----------- | --------------- | -------- | ------ |
| 1   | Sete Gibernau     | Honda       | 42:41.180       | 5        | 25     |
| 2   | Valentino Rossi   | Honda       | +0.060          | 4        | 20     |
| 3   | Troy Bayliss      | Ducati      | +13.207         | 6        | 16     |
| 4   | Loris Capirossi   | Ducati      | +16.521         | 3        | 13     |
| 5   | Nicky Hayden      | Honda       | +16.563         | 15       | 11     |
| 6   | Tohru Ukawa       | Honda       | +18.743         | 8        | 10     |
| 7   | Shinya Nakano     | Yamaha      | +18.885         | 10       | 9      |
| 8   | Carlos Checa      | Yamaha      | +26.165         | 7        | 8      |
| 9   | Olivier Jacque    | Yamaha      | +28.281         | 18       | 7      |
| 10  | Norifumi Abe      | Yamaha      | +29.159         | 16       | 6      |
| 11  | Nobuatsu Aoki     | Proton      | +29.316         | 9        | 5      |
| 12  | Jeremy McWilliams | Proton      | +30.427         | 2        | 4      |
| 13  | Makoto Tamada     | Honda       | +49.580         | 19       | 3      |
| 14  | Colin Edwards     | Aprilia     | +53.444         | 13       | 2      |
| 15  | Kenny Roberts Jr  | Suzuki      | +57.512         | 14       | 1      |
| 16  | Garry McCoy       | Kawasaki    | +59.580         | 20       |        |
| 17  | Alex Hofmann      | Kawasaki    | +1:05.240       | 21       |        |
| 18  | Ryuichi Kiyonari  | Honda       | +1:05.348       | 23       |        |
| 19  | Andrew Pitt       | Kawasaki    | +1 vuelta       | 24       |        |
| 20  | David de Gea      | Sabre V4    | +1 vuelta       | 25       |        |
| Ret | Noriyuki Haga     | Aprilia     | Retirado        | 17       |        |
| Ret | John Hopkins      | Suzuki      | Retirado        | 22       |        |
| Ret | Marco Melandri    | Yamaha      | Retirado        | 12       |        |
| Ret | Max Biaggi        | Honda       | Retirado        | 1        |        |
| Ret | Alex Barros       | Yamaha      | Retirado        | 11       |        |

## Resultados 250cc
| Pos | Piloto           | Constructor | Tiempo/Retirado | Parrilla | Puntos |
| --- | ---------------- | ----------- | --------------- | -------- | ------ |
| 1   | Roberto Rolfo    | Honda       | 42:06.199       | 2        | 25     |
| 2   | Fonsi Nieto      | Aprilia     | +0.150          | 4        | 20     |
| 3   | Randy de Puniet  | Aprilia     | +0.287          | 5        | 16     |
| 4   | Sebastián Porto  | Honda       | +5.305          | 1        | 13     |
| 5   | Franco Battaini  | Aprilia     | +13.097         | 3        | 11     |
| 6   | Anthony West     | Aprilia     | +18.289         | 10       | 10     |
| 7   | Toni Elías       | Aprilia     | +20.881         | 9        | 9      |
| 8   | Manuel Poggiali  | Aprilia     | +20.927         | 6        | 8      |
| 9   | Alex Debón       | Honda       | +45.171         | 13       | 7      |
| 10  | Alex Baldolini   | Aprilia     | +48.701         | 12       | 6      |
| 11  | Dirk Heidolf     | Aprilia     | +57.078         | 18       | 5      |
| 12  | Chaz Davies      | Aprilia     | +57.268         | 17       | 4      |
| 13  | Jakub Smrž       | Honda       | +57.459         | 19       | 3      |
| 14  | Erwan Nigon      | Aprilia     | +1:17.467       | 14       | 2      |
| 15  | Max Neukirchner  | Honda       | +1:29.139       | 22       | 1      |
| 16  | Lukáš Pešek      | Yamaha      | +1:29.338       | 23       |        |
| 17  | Joan Olivé       | Aprilia     | +1 vuelta       | 11       |        |
| 18  | Katja Poensgen   | Honda       | +1 vuelta       | 29       |        |
| 19  | Vesa Kallio      | Yamaha      | +1 vuelta       | 27       |        |
| Ret | Tomas Palander   | Honda       | Retirado        | 25       |        |
| Ret | Henk vd Lagemaat | Honda       | Retirado        | 26       |        |
| Ret | Norman Rank      | Honda       | Retirado        | 28       |        |
| Ret | Eric Bataille    | Honda       | Retirado        | 21       |        |
| Ret | Sylvain Guintoli | Aprilia     | Retirado        | 8        |        |
| Ret | Johann Stigefelt | Aprilia     | Retirado        | 20       |        |
| Ret | Hugo Marchand    | Aprilia     | Retirado        | 16       |        |
| Ret | Christian Gemmel | Honda       | Retirado        | 24       |        |
| Ret | Héctor Faubel    | Aprilia     | Retirado        | 15       |        |
| Ret | Naoki Matsudo    | Yamaha      | Retirado        | 7        |        |

## Resultados 125cc
| Pos | Piloto            | Constructor | Tiempo/Retirado | Parrilla | Puntos |
| --- | ----------------- | ----------- | --------------- | -------- | ------ |
| 1   | Stefano Perugini  | Aprilia     | 40:11.124       | 1        | 25     |
| 2   | Casey Stoner      | Aprilia     | +0.212          | 5        | 20     |
| 3   | Alex de Angelis   | Aprilia     | +0.375          | 2        | 16     |
| 4   | Dani Pedrosa      | Honda       | +0.774          | 7        | 13     |
| 5   | Pablo Nieto       | Aprilia     | +5.877          | 13       | 11     |
| 6   | Gábor Talmácsi    | Aprilia     | +11.791         | 17       | 10     |
| 7   | Andrea Dovizioso  | Honda       | +12.070         | 6        | 9      |
| 8   | Lucio Cecchinello | Aprilia     | +12.212         | 4        | 8      |
| 9   | Simone Corsi      | Honda       | +12.645         | 10       | 7      |
| 10  | Mika Kallio       | Honda       | +16.369         | 12       | 6      |
| 11  | Mirko Giansanti   | Aprilia     | +16.370         | 11       | 5      |
| 12  | Marco Simoncelli  | Aprilia     | +16.825         | 20       | 4      |
| 13  | Gioele Pellino    | Aprilia     | +21.622         | 16       | 3      |
| 14  | Héctor Barberá    | Aprilia     | +27.161         | 3        | 2      |
| 15  | Fabrizio Lai      | Malaguti    | +41.028         | 18       | 1      |
| 16  | Robbin Harms      | Aprilia     | +45.131         | 21       |        |
| 17  | Gino Borsoi       | Aprilia     | +45.377         | 8        |        |
| 18  | Roberto Locatelli | KTM         | +54.576         | 22       |        |
| 19  | Dario Giuseppetti | Honda       | +55.177         | 30       |        |
| 20  | Julián Simón      | Malaguti    | +1:11.657       | 26       |        |
| 21  | Jorge Lorenzo     | Derbi       | +1:22.753       | 19       |        |
| 22  | Peter Lenart      | Honda       | +1:36.455       | 38       |        |
| 23  | Leon Camier       | Honda       | +1 vuelta       | 37       |        |
| Ret | Álvaro Bautista   | Aprilia     | Retirado        | 23       |        |
| Ret | Thomas Lüthi      | Honda       | Retirado        | 15       |        |
| Ret | Youichi Ui        | Aprilia     | Retirado        | 14       |        |
| Ret | Patrick Unger     | Honda       | Retirado        | 36       |        |
| Ret | Steve Jenkner     | Aprilia     | Retirado        | 9        |        |
| Ret | Masao Azuma       | Honda       | Retirado        | 33       |        |
| Ret | Jarno Muller      | Honda       | Retirado        | 35       |        |
| Ret | Jascha Buch       | Honda       | Retirado        | 31       |        |
| Ret | Stefano Bianco    | Gilera      | Retirado        | 34       |        |
| Ret | Arnaud Vincent    | KTM         | Retirado        | 24       |        |
| Ret | Emilio Alzamora   | Derbi       | Retirado        | 29       |        |
| Ret | Manuel Mickan     | Honda       | Retirado        | 28       |        |
| Ret | Imre Tóth         | Honda       | Retirado        | 27       |        |
| Ret | Mike Di Meglio    | Aprilia     | Retirado        | 32       |        |